# Нгуен Кунг-тонг
Нгуен Кунг-тонг (вьет. Nguyễn Cung Tông, тьы-ном 阮恭宗) (23 февраля 1852, Хюэ, Династия Нгуен — 6 октября 1883, Хюэ, Династия Нгуен) — 5-й император Вьетнама из династии Нгуен, правивший три дня: с 20 по 23 июля 1883 года.
Правил под девизом Ты-дык (вьет. Tự-đức, тьы-ном 嗣德), который был объявлен ещё его предшественником. Личное имя — Ынг Тян (вьет. Ưng Chân). Титул до вступления на престол — Тхуи-куокконг (вьет. Thụy Quận Công, тьы-ном 瑞國公).
В исторической литературе известен также под прозвищем Зук-дык, по названию школы «Зук-дык» (育德, «Воспитание добродетели»), куда его отправил учиться приёмный отец, Нгуен Зук-тонг.

## Жизнеописание
Правление Кунг-тонга длилось около трех дней.
Кунг-тонг был племянником императора Нгуен Зук-тонга, и был выбран для продолжения правления, поскольку у императора не было сына. Но он был вскоре смещен членами двора, которые были недовольны его близостью с французами и умер от голода в тюрьме.
По легенде, его тело несли для захоронения в тростниковой циновке. Но на половине дороги до места захоронения, веревка порвалась и те двое, которые несли тело, решили похоронить его прямо здесь и сразу. Через шесть лет его сын, император Тхань-тхай фэ-дэ построил гробницу для отца вокруг этой временной могилы.
Гробница Кунг-тонга находится в Хюэ, в квартале Анкыу, в двух километрах от центра города.